# Station Bekasi
Station Bekasi is een  spoorwegstation in Bekasi in de Indonesische provincie West-Java.

## Bestemmingen
- Kereta api Bangunkarta bestemming Station Jombang
- Kereta api Senja Kediri bestemming Station Kediri
- Kereta api Sawunggalih Utama bestemming Station Kutoarjo
- Kereta api Fajar Utama Yogya bestemming Station Yogyakarta
- Kereta api Senja Baru Madiun bestemming Station Madiun
- Kereta api Fajar Utama Semarang bestemming Station Semarang Tawang
- Kereta api Argo Parahyangan bestemming Station Bandung
- Kereta api Cirebon Ekspres bestemming Station Cirebon